# Retorn a Samarcanda (1404)
Tamerlà va retornar a Samarcanda és un dels episodis de la campanya dels Set Anys, que es va desenvolupar l'estiu del 1404.
Després de l'episodi de la rebel·lió d'Iskandar-i Shayki i de la revolta dels kara tàtars, Tamerlà va sortir de Bistam i va anar a Jagaz; Xah Rukh va demanar anar a veure al seu pare per fer-li reverència i aquest li va demanar anar-lo a veure al riu Jucudgeran. Timur va sortir de Nixapur el 19 de juliol de 1404 i va arribar a Aşgabat i el 21 de juliol de 1404 i va acampar a la tomba de Dgyam, tomba que va visitar, per anar tot seguit a acampar al riu Jucudgeran on es va trobar amb Xah Rukh. Allí l'amir Hindushah Bugha li va portar dos presoners, Akbuga i Karabai Ja'un-i Qurban, que s'havien revoltat per darrera vegada al front dels Ja'un-i Qurban del Khurasan; Timur els va fer penjar; al mateix temps va enviar a Khoja Ahmed Tufi per exercir com a tresorer general del Khurasan i controlador dels registres dels comissaris.
Seguidament Timur va passar a Kutlan on va acampar en una font, i allí el va anar a trobar Timur Khoja Ak Bugha procedent de Samarcanda. Timur va seguir camí i va acampar a la vora del Murghab on va rebre les queixes dels habitants de Shishektu contra el seu daroga Apaktelpa que fou condemnat a portar els peus foradats i ser penjat cap per avall. Va seguir per Lengher, Ankhud, Dukka, el congost de Ghez, Aliabad i es va acampar prop de la vila d'Adina Mesjid on va rebre als notables de Balkh. Dsprés va anar a Syhagirde i va creuar el Jihun i va anar a Tirmidh on es va allotjar al palau del senyor Akalmuk, fill del kan, que li va fer una gran rebuda. Tot seguit va passar la Porta de Ferro, Shekedalik, i va acampar a Dulburgi des de on es va desplaçar a Kish i es va allotjar a Ak Sarai i va visitar la tomba de Shams al-Din Kelar; va visitar també les tombes del seu pare Taragai, i dels seus fills i nets i demés parents.
Després va passar la muntanya i va anar als Jardins de Takht Karatxe i després al jardí de Karatopa i es va allotjar al palau de Jahan Numa on fou complimentat pel príncep Qaydu, fill de Pir Muhammad ibn Jahangir i pel governador de Samarcanda Arghun Shah i l'amir Khoja Yusef. També van acudir l'emperadriu Tukel Khanum i altres dames de la cort; tot seguit van anar els amirs i finalment els notables, caps religiosos i cadis de la regió.
Va sortir de Jahan Numa a finals de juliol o primers d'agost i va anar al Jardí dels Plàtans a Samarcanda; després de visitar el col·legi de Mirza Muhammad Sultan va retornar al jardí dels Plàtans on va ordenar preparar uns banquets. Les emperadrius que havien sortit de Firuzkuh via Bawerd, Makhan i Merv encara no havien arribat. Timur va enviar emissaris imperials. Tuman Agha, que havia passat el Jihun a Amuye, es va trobar amb l'emissari a la plana de Bukharà; a Sarai Mulk Khanum la va trobar tres dies després; sense equipatge van avançar ràpid cap a Vabkyanabe, Rabat Mulk i el prat de Txat Munar; d'alli van anar a Tatkent i a Kutxe Malek on van trobar un banquet preparat; allí un segon correu de Timur els demanava d'anar a Samarcanda immediatament i ho van deixar tot per córrer al costat de l'emperador.
Sarai Mulk Khanum es va atirar a Baghi Txenar i Tuman Khanum a Baghi Behikhe, llocs on va anar Timur i on es va posar malalt i la reina va estar al seu costat; quan es va curar va anar a residir a Baghi Shemal uns dies i allí va donar un banquet als prínceps i senyors de la cort, pel naixement d'un fill de la princesa Beghisi Sultan; després va anar a Baghi Bulende i finalment va entrar a la pròpia Samarcanda allotjant-se al palau de Muhammad Sultan on va fer construir una tomba. Algunes construccions no foren del gust de Timur que les va fer derruir i reconstruir; altres li van semblar que no tenien el cost adequat. Mahmud Daud i Muhammad Gilde, secretaris d'administració que durant l'absència de Timur havien actuat com a visirs, foren penjats a Canighul. Estan al Jardí dels Plàtans va donar audiència a un ambaixador d'Ideku, kan de Kiptxak. Després del jardí dels Platans Timur es va allotjar uns dies al jardí de Dileuchaon va rebre un ambaixador europeu (Clavijo, ambaixador del rei de Castella).
Al tornar a Samarcanda Timur es va assabentar que Dina, governador de la ciutat de Samarcanda, havia governat allí capritxosament durant 5 anys. Que havia traït la seva confiança utilitzant el seu càrrec per governar malament i de manera opressiva. Clavijo diu que Timur li va ordenar presentar-se davant d'ell i que després d'un judici ràpid el va fer penjar. Els diners dels que s'havia apropiat foren retornats al tresor imperial; un amic influent que va voler comprar el seu perdó, fou també penjat; un altre oficial molt proper a Timur, que va intercedir, fou arrestat i torturat fins que va revelar on tenia la seva fortuna i quan ho va fer fou portat a la forca, penjat de cap per avall fins a morir. La mort d'aquest alt dignatari va alertar als demes en els que Timur depositava confiança.
A l'estiu Timur va convocar un kurultai a la plana de Kanighul, on se celebrarien alguns enllaços dels seus nets i es decidiria sobre el repartiment de l'imperi a la mort de Timur. El 8 de setembre Timur va rebre l'ambaixada castellana de Ruy González de Clavijo. Aquest va coincidir allí amb l'ambaixada dels Ming de la Xina. El 16 de setembre de 1404 va començar el kurultai. A aquesta assemblea hi va assistir un ambaixador egipci de nom Mengheli Bughai Hajib, que se sabia l'Alcorà de memòria i era un gran conversador, el qual li comunicava a Timur de part del sultà que el jalayírida Ahmad ibn Uways i el kara koyunlu Kara Yusuf havien estat detinguts en territori mameluc i que feria amb ells allò que l'emperador ordenès. Va arribar poc després el príncep Khalil Sultan procedent del Turkestan. Al kurultai hi va assistir també Pir Muhammad, fill de Jahangir, que va rebre una mica tard l'ordre (o estrictament invitació) d'anar-hi i que finalment fou designat hereu (fins aquell moment era governador de l'Afganistan oriental, o sigui Kabul, Gazni i Kandahar).
Encara més tard que ell va arribar Khoja Ahmed Tufi amb la recaptació del Khurasan. Els prínceps que s'havien de casar eren Ulugh Beg, Ibrahim Sultan (els dos fills de Xah Rukh que era un dels pocs prínceps que havia restat al seu govern del Khurasan en part per una malaltia i en part per si convenia ajudar a mantenir el ordre a altres governs com l'Iraq Ajamita o l'Iraq Arabí), Adigel (o Aiyal, fill de Miran Shah), Amirak Ahmad, Sidi Ahmad i Bikra o Baykara (els tres eren fills de Umar Xaikh). Al ambaixador d'Egipte també el va acomiadar amb una carta que ordenava al sultà enviar-li a Ahmad ibn Uways lligat de peus i mans i enviar-li el cap de Kara Yusuf.
Va acomiadar també altres ambaixadors amb alguns regals. Clavijo va sortir de Samarcanda cap a Europa el 21 de novembre de 1404. Timur va acomiadar igualment algunes princeses: Melket Agha la va enviar amb el seu marit Xah Rukh a Herat; Beghisi Sultan cap a Hamadan amb el seu marit Iskandar Mirza; i a Ulugh Beg al que va donar els governs de Taixkent, Sayram, Yenghi, Akhira i part del regne de Mogolistan fins a la Xina; a Ibrahim Sultan li va concedir el govern d'Andijan, Aksiket, Taraz i Kaixgar fins a Khotan
Nomes acabat el kurultai Timur va ordenar que cadascú tornés a la seva tasca i va convocar als tovachis per preparar un exèrcit per portar la guerra a la Xina. Va sortir de Kanighul i es va dirigir a Samarcanda on es va allotjar a la residència de Sarai Mulk Khanum. A l'hereu Pir Muhammad el va acomiadar cap al seu govern de Kabul i li va regalar una corona, un cinturó i un cavall; amb ell va enviar al príncep Sidi Ahmad, fill d'Umar Xaikh, la mare del qual havia estat casada durant el kurultai amb Pir Muhammad, i ja estava encinta d'aquest.